# Tour Aurore
A Tour Aurore felhőkarcoló a párizsi La Défense negyedben, Courbevoie-ban.
Sok más felhőkarcolótól eltérően, amikben a homlokzat függőleges szerkezetű, a Tour Aurore homlokzata vízszintes szerkezetű. Minden emeleten az ablakok az épület teljes kerületén folytonos sávot képeznek, amely teljes panorámát nyújt.